# TBS水曜7時枠の連続ドラマ
『TBS水曜7時枠の連続ドラマ』は、かつて5期にわたってKRT→TBSテレビ系列の水曜19:00 - 19:30（JST）に放送されたテレビドラマの枠である。

## 歴史
- 初作品は水曜19:30から30分繰り上がった『わが輩ははなばな氏』。中断後は当時ネットしていた朝日放送制作の上方コメディ『ごろんぼ波止場』を放送するが、終了と同時にドラマは長期中断になる。
- 1970年代後半に入り、水曜19:30で放送されたバラエティドラマ『みどころガンガン大放送』の後継『たまりまセブン大放送!』や、『ウルトラシリーズ』5年振りの特撮作品『ウルトラマン80』を放送するが、次作『刑事犬カールII』を以て長期中断、そして1987年10月21日より、当時売り出し中の高橋良明主演の『オヨビでない奴!』を放送して、ドラマは終了した。
- 『80』と『カールII』を放送していた時期では、直後の19:30を始め、20:00・21:00（水曜劇場）・22:00と、5連続・4時間にわたってドラマが編成されていた。

## 放送作品一覧

### 第1期
- わが輩ははなばな氏（1957年7月24日 - 1959年3月25日）[1] - 水曜19:30より移動。
- フランキーの無闇弥太郎（1959年4月1日 - 11月25日）[1]
- ざっくばらん物語（1959年12月2日 - 1960年3月30日）[1]
- 虹の国から（1960年4月6日 - 1961年3月29日）[1]

### 第2期
- ごろんぼ波止場（1964年9月9日 - 1966年1月26日）[1] - 朝日放送制作。

### 第3期
- たまりまセブン大放送!（1977年10月5日 - 1978年3月29日）[1]

### 第4期
- ウルトラマン80（1980年4月2日 - 1981年3月25日）[1]
- 刑事犬カールII（1981年4月8日 - 9月23日）[1]

### 第5期
- オヨビでない奴!（1987年10月21日 - 1988年3月23日）[1]